# Edifício São Luís
O Edifício São Luís é um imóvel residencial localizado na Praça da República na cidade de São Paulo, mais precisamente na esquina da Praça da República com a Avenida Ipiranga.
Trata-se de um projeto em estilo neoclássico feito arquiteto francês Jacques Pilon, atualmente tombado. O projeto, datado da década de 1940, conta com, ao todo, 22 apartamentos, sendo todos equipados com banheiros de mármore italiano e lareira.
O prédio também contava com abrigos anti-aéreos, onde atualmente existem uma caixa d'água, um aquecedor central e um quarto de despejo. Outra área do prédio que sofreu alterações de uso é a cobertura, que originalmente abrigava as dependências de empregada e lavanderias e atualmente pode abrigar áreas de lazer ou escritórios para uso pessoal dos moradores. Seus apartamentos possuem áreas de 145 a 245 m².
Dentre as celebridades que já viveram no edifício, reporta-se o ex-presidente João Goulart.